# سيسنا 185
سيسنا 185 (بالإنجليزية: Cessna 185)‏ هي طائرة خفيفة للأغراض العامة، بسعة 4 إلى 6 مقاعد. أنتجت في 1961 بالولايات المتحدة. من صناعة سيسنا. كان أول طيران لها في 1960. ومازالت في الخدمة حتى الآن. صنع منها 4,400 طائرة.